# تل کاروانسرای باجگاه
تل کاروانسرای باجگاه مربوط به سده‌های متأخر دوران‌های تاریخی پس از اسلام است و در شهرستان شیراز، بخش زرقان، دهستان زرقان، آبادی پالایشگاه شیراز، منطقه باجگاه، ۱۰۰ متری غرب بلوار پالایشگاه واقع شده و این اثر در تاریخ ۳۰ بهمن ۱۳۸۶ با شمارهٔ ثبت ۲۰۸۱۳ به‌عنوان یکی از آثار ملی ایران به ثبت رسیده‌است.